# 上強戸町
上強戸町（かみごうどちょう）は、群馬県太田市にある地名（町丁）。郵便番号は373-0074。

## 概要
強戸地区にある町丁。

## 地理

### 近隣町丁
- 大鷲町
- 強戸町
- 吉沢町

## 世帯数と人口
2022年（令和4年）3月31日現在の世帯数と人口は以下の通りである。
| 町丁     | 世帯数  | 人口  |
| -------- | ------- | ----- |
| 上強戸町 | 103世帯 | 237人 |

## 交通

### 鉄道
町内に鉄道は通っていない。

### 道路
- 北関東自動車道
- 栃木県道・群馬県道39号足利伊勢崎線

## 施設
- 太田市北部運動公園
- フライングガーデン太田強戸店